# Cachaca (cumbia)
Cachaca o kchaka(AFI: kaˈt͡ʃa.ka) è un genere musicale originario del Paraguay alla fine degli anni '70 e nei primi anni '80. Discende dalla cumbia colombiana, dalla cumbia messicana, dalla musica grupera e dalla Tecnocumbia.

## Etimologia
Sebbene sia un genere derivato dalla cumbia, prende il nome dal termine colombiano "Cachaco" di cachaca, come versione della canzone Por el amor de Claudia del compositore colombiano Guillermo Buitrago, diventata popolare negli anni '70 quando fu registrata da La Sonora Dinamita. Il ritornello della canzone recitava:
La cachaca tiene un Buey,

La cachaca tiene un Buey,

La cachaca tiene un Buey,

Que lo llaman la Esperanza.
Le varianti ortografiche "kachaka" e "kchaka" potrebbero derivare dal programma degli anni '90 "Kchak" presentato da Hugo Javier González.

## Storia
Nei primi anni '70, diverse band e solisti di cumbia colombiana (come Lisandro Meza, La Sonora Dinamita, ecc.) e gruppi di cumbia messicana (sebbene l'influenza messicana non diventò molto evidente fino alla seconda metà degli anni '80), più specificamente nel filone della musica grupera (come El Tiempo, Bronco (banda) o Los Bukis, ecc.), iniziarono a diffondere la loro musica in paesi come il Paraguay.
Negli anni '90, il genere cachaca fiorì con i gruppi pionieri, ma si unirono anche band messicane come Mandingo, Guardianes del Amor, Los Rehenes, Los Temerarios, Grupo Bryndis, tra gli altri, che ebbero un'influenza significativa.
Successivamente, il genere guadagnò molta popolarità in Bolivia e soprattutto in Paraguay, dove emersero i primi interpreti paraguaiani di cachaca negli anni 2000.
Vale la pena notare che fu in questo periodo che emersero i primi gruppi paraguaiani di cachaca, tra cui Grupo Show Madrigal e Los Roller's.
Negli anni 2000, la popolarità della cachaca era diminuita, ma a causa dell'immigrazione di paraguaiani dalle aree rurali verso altri paesi, in particolare l'Argentina, il genere si diffuse territorialmente attraverso le radio locali, portando alla nascita di gruppi come Refugio de Amor, Tiempo de Amor e Los Ponys nella provincia di Buenos Aires.

## Caratteristiche
Sebbene non abbia una composizione definita, tutte le canzoni di cachaca o kachaka hanno un ritmo derivato dalla cumbia colombiana. Sono caratterizzate da un tempo leggermente più lento, ripetizione ritmica senza variazioni e l'uso di batterie acustiche o, più comunemente, elettriche. I testi trattano tipicamente una gamma di temi, tra cui crisi economica, patriottismo, machismo, amori infelici, romanticismo, crepacuore e occasionalmente erotismo. Oltre alla batteria, un gruppo tradizionale in questo genere include anche una chitarra elettrica, un basso elettrico, un sintetizzatore o una tastiera elettrica (quest'ultima spesso utilizzata per gli assoli), una fisarmonica e talvolta anche un sassofono. Una grande influenza su questo genere è stata Lalo y Los Descalzos, che ha completamente modificato questo movimento, espandendolo e portando molti gruppi ad adottare il loro stile di interpretazione e suono come proprio. Questa caratteristica può essere osservata in gruppi come Refugio de Amor, Los Ponys, Rolo y Los Impecables e Frecuencia Trío.
I testi della chachaca spesso affrontano temi come la crisi economica, il patriottismo, il machismo, gli amori infelici, il romanticismo, il crepacuore e occasionalmente l'erotismo.
Il genere è influenzato dal Vallenato, dalla cumbia colombiana, dalla Chicha, dalla Cumbia messicana, dalla Tex-Mex e dalla Cumbia norteña messicana.

## Composizione
Sebbene non abbia una composizione definita, tutte le canzoni di cachaca o kachaka hanno un ritmo primario derivato dalla cumbia colombiana, ma con un tempo leggermente più lento. Vengono utilizzate batterie acustiche o, più comunemente, elettriche per creare la percussione. Inoltre, un gruppo tradizionale in questo genere include tipicamente una chitarra elettrica, un basso elettrico, un sintetizzatore o una tastiera elettrica (quest'ultima spesso utilizzata per gli assoli), una fisarmonica e talvolta anche un sassofono. Una grande influenza su questo genere è stata Lalo y Los Descalzos, che ha completamente modificato questo movimento, espandendolo e portando molti gruppi ad adottare il loro stile di interpretazione e suono come proprio. Questa caratteristica può essere osservata in gruppi come Refugio de Amor, Los Ponys, Rolo y Los Impecables e Frecuencia Trío.

## Popolarità
La musica cachaca è molto popolare nelle baraccopoli e nelle aree rurali del Paraguay, dell'Argentina e della Bolivia. In Paraguay, è un fenomeno unico con artisti come Lalo y Los Descalzos (un gruppo originario della comunità latina della California, Stati Uniti) che hanno ottenuto un notevole successo. Sebbene siano relativamente sconosciuti nella scena grupera del Messico, hanno guadagnato un seguito fedele in Paraguay, dove sono quasi considerati un atto nazionale. In Argentina, la loro musica può essere ascoltata in province come Corrientes, Formosa e Misiones, oltre che a Buenos Aires a causa della grande popolazione di immigrati paraguaiani. Di conseguenza, in Argentina, la cachaca è spesso associata alla musica e alla cultura paraguaiana.
Altri artisti messicani come Javier Mora e Grupo Espartaco (formato da ex membri di El Tiempo) hanno costruito le loro carriere esclusivamente in Paraguay, registrando la loro musica lì e diventando figure pubbliche in quel paese. Nel loro paese d'origine, tuttavia, sono praticamente sconosciuti. Un altro artista notevole nel genere è il gruppo messicano Bronco, che ha anche guadagnato un forte seguito in Paraguay. Il loro cantante José Guadalupe Esparza e la sua presenza nella cultura paraguaiana sono diventati l'essenza di ciò che significa essere paraguaiano.

### Argentina
In Argentina, nei primi anni '90, l'etichetta discografica argentina Magenta Discos iniziò a creare gruppi che eseguivano cover di band messicane sconosciute in Argentina, poiché il movimento "tropical" diventava gradualmente molto popolare nei media argentini. Sotto il nome di Cachacas Favoritas, (noto anche in Argentina come "Bailanta") fu pubblicata una serie di compilation di gruppi argentini che eseguivano cover di musica grupera, tra cui band come Los Ávila, Los Dora2, Ternura, Commanche, Peluche, Volcán, María y los pura sangre, Complot, Bronk e Montana, tra gli altri.
L'imprenditore e presentatore televisivo Johnny Allon fondò la bailanta e la stazione radio Cachaquísimo nel 1994 a San Justo, nell'area occidentale della Grande Buenos Aires. Dedicata alla comunità paraguaiana nella zona, fu responsabile della diffusione della cumbia messicana sotto il nome di "cachaca".
Le bailantas Radio Studio a Buenos Aires e Mbarete Bronco nella città di Avellaneda, nell'area meridionale della Grande Buenos Aires, entrambe dedicate alla comunità paraguaiana che vive in Argentina, insieme alle rispettive stazioni radio, presentano principalmente cumbia messicana sotto il nome di "cachaca" nella loro programmazione.